# Anoplophora albopicta
Anoplophora albopicta là một loài bọ cánh cứng trong họ Cerambycidae.